# Okaeri Alice
Okaeri Alice (おかえりアリス Okaeri Arisu?), también conocida como Welcome Back, Alice en inglés, es una serie de manga japonés escrito e ilustrado por Shūzō Oshimi. Comenzó a serializarse en la revista Bessatsu Shōnen Magazine de Kōdansha desde el 8 de abril de 2020, y hasta el momento se ha recopilado en siete volúmenes tankōbon.

## Argumento
La serie gira en torno sobre tres amigos; Yohei, Kei y Yui, que se reencuentran en la escuela secundaria después de que Kei regresa a su ciudad. Lo que podría haber sido un triángulo amoroso sencillo se complica cuando Kei aparece luciendo y vistiéndose como una niña.

## Personajes
Yōhei Kamehara (亀川 洋平 Kamekawa Yōhei?)
Un chico de secundaria y el personaje principal. Es apodado como «Yō».
Yui Mitani (三谷 結衣 Mitani Yui?)
Una chica de la que Yōhei estaba enamorado cuando era niño.
Kei Murota (室田 慧 Murota Kei?)
El amigo de la infancia de Yōhei y Yui que regresa luciendo como una chica. Kei es muy franco y directo sexualmente. Kei dice que ya no es un chico, pero no dice que sea o desee ser una mujer.

## Producción
Oshimi ha declarado que Okaeri Alice se trata de deconstruir la sexualidad masculina. El manga trata sobre el despertar sexual adolescente, el amor y la frustración entre los tres personajes principales y la identidad de género no binaria del personaje Kei.

## Publicación
Okaeri Alice es escrito e ilustrado por Shūzō Oshimi. Comenzó a serializarse en la revista Bessatsu Shōnen Magazine de Kōdansha el 8 de abril de 2020. Kōdansha ha recopilado sus capítulos individuales en volúmenes tankōbon. El primer volumen se lanzó el 9 de octubre de 2020, y hasta el momento se han publicado siete volúmenes.
| Volúmenes de manga publicados | Volúmenes de manga publicados | Volúmenes de manga publicados |
| Número                        | Fecha de publicación          | ISBN                          |
| ----------------------------- | ----------------------------- | ----------------------------- |
| 1                             | 9 de octubre de 2020          | ISBN 978-4-06-520593-8        |
| 2                             | 30 de junio de 2021           | ISBN 978-4-06-522889-0        |
| 3                             | 8 de octubre de 2021          | ISBN 978-4-06-525135-5        |
| 4                             | 8 de abril de 2022            | ISBN 978-4-06-527533-7        |
| 5                             | 7 de octubre de 2022          | ISBN 978-4-06-529409-3        |
| 6                             | 7 de abril de 2023            | ISBN 978-4-06-531233-9        |
| 7                             | 6 de octubre de 2023          | ISBN 978-4-06-533148-4        |

## Recepción
Okaeri Alice ha recibido elogios y críticas por su interpretación de personas que no se conforman con el género. Chris Cimi, en una revisión del primer volumen, elogió el manga por no tratar la aparente transición de Kei como algo extraño y adoptar un enfoque directo, mientras que al mismo tiempo deseaba que Oshimi se hubiera «comprometido más» para describir explícitamente a Kei como transgénero o no binario. Cimi también describe Okaeri Alice como un proyecto paralelo en comparación con el otro manga de Oshimi. Cimi también dijo que Boku wa Mari no Naka de Oshimi, a pesar de su premisa poco realista, tuvo un impacto más fuerte.
Rebecca Silverman, escribiendo para Anime News Network, criticó al personaje Kei al considerarlo como una amalgama de estereotipos negativos sobre las personas LGBTQIA. Específicamente, describe a Kei como si no quisiera nada más que usar su género y sexualidad para molestar y atormentar a sus amigos de la infancia. Jean-Karlo Lemus, que también escribe para Anime News Network, afirmó que el manga trata temas oscuros, como la frustración y la confusión, y su relación con la sexualidad, así como la libertad de las normas, y expresó interés en cómo se desarrollan los personajes. Llamó a Okaeri Alice, Alice una «historia magistral».